# Округ Сјуард (Канзас)
Округ Сјуард (енгл. Seward County) је округ у америчкој савезној држави Канзас. По попису из 2010. године број становника је 22.952. Седиште округа је град Либерал.

## Демографија
Према попису становништва из 2010. у округу је живело 22.952 становника, што је 442 (2,0%) становника више него 2000. године.
| Група             | 2000.          | 2010.          |
| Белци             | 11.126 (49,4%) | 8.261 (36,0%)  |
| Афроамериканци    | 852 (3,8%)     | 774 (3,4%)     |
| Азијати           | 644 (2,9%)     | 611 (2,7%)     |
| Хиспаноамериканци | 9.486 (42,1%)  | 12.990 (56,6%) |
| Укупно            | 22.510         | 22.952         |